# Ани Васева
Ани Павлова Васева е българска театрална и филмова режисьорка. Авторка на критически и теоретични текстове за изкуство, преводачка, сценаристка, продуцентка. Съоснователка на „Метеор“, заедно с Боян Манчев и Леонид Йовчев.

## Биография
Ани Васева е родена през 1982 г. в София, в семейството на Павел Васев и Анна Топалджикова. Внучка е на Петрана Ламбринова и Стефан Топалджиков. Учи в НГДЕК „Константин-Кирил Философ“. Завършва театрознание и режисура (2009) в НАТФИЗ „Кръстьо Сарафов“. 2014 г. получава докторска степен към Институт за изследване на изкуствата БАН..
Първите ѝ постановки са дипломният ѝ спектакъл „Свидригайлов“ по Достоевски в Сфумато и „Присъствия“ в AirSpace, и двете през 2008 г.. През 2008 г. заедно с философа Боян Манчев поставя началото на „Метеор“. От този момент нататък повечето ѝ постановки са част от продукцията на „Метеор“, към който през 2010 г. се присъединява Леонид Йовчев (с изключение на „Синята стая“ в театър „Възраждане“, радиопиесата „Болен“, продукция на БНР и „Убиецът и блудницата“ по Достоевски, продукция на пазарджишкия театър „Константин Величков“) Ани Васева изпълнява и ролята на продуцент на спектаклите на „Метеор“. Нейни постановки са представяни в ACUD Theater, Берлин, Rotor, Грац, Токийски университет, Off Europa, Лайпциг, както и в театри и пространства за изкуство в София, Варна, Бургас, Русе, Пловдив, Велико Търново, Ловеч, Шумен, Плевен, Пазарджик и др.
Разработва жанра на видеоспектакъла, като е създала три видеопостановки: "Един ден, в който има всичко" (2020), "Дарума" (2021) и "Атлантида" (2022). 
От 2008 до 2013 година е съсценарист на предаването за култура и изкуство по БНТ „Библиотеката“.
Ани Васева пише част от текстовете за постановките си, някои от тях в съавторство с Боян Манчев. Освен това пише теоретични и критически текстове за театър и танц. През 2017 г. издава „Що е то съвременен танц? Театралният живот на танца в България 1989 – 2010 г.“, която е номинирана за Критически текст на ИКАР през 2018 г.През 2020 г. излиза книгата ѝ „Театър и истина“.
Води различни форми на практическо и теорететично театрално обучение, води публични лекции и участва в дискусии и форуми в България и чужбина. Била е гост-лектор, водещ на занимания, участник в дискусии и форуми в институции и форуми като Tanzquartier и Impulstanz, Виена, Steiricher Herbs, Грац, Университета във Вирджиния, Kunstenfestivaldesarts, Брюксел, фондация „Отворени изкуства“, НБУ, Културен Център на СУ, Гьоте-институт България, фестивал „Антистатик“, Nomad Dance Academy и др.
Работи и в областта на визуалните изкуства. Нейни инсталации, повечето в съавторство с членове на „Метеор“ са представяни в Tаnzquartier, Wien,СГХГ, галерия „Райко Алексиев“, галерия „Васка Емануилова“,галерия Swimming Pool, галерия "Структура" the fridge ,  и др. Част от инсталацията „Войната на малките момиченца“ е собственост на СГХГ.
Ани Васева е авторка на редица рецензии, статии, теоретични текстове за съвременен танц и театър, както и на интервюта, публикувани в „Литературен вестник“, в-к „Култура“ , сп. „Homo ludens“, www.cult.bg, newdramaturgies.com, сп. „Следва“ , сп. „Театър“, „Проблеми на изкуството“  и др.

## Творчество

### Книги
- „Метеор. Театър на невъзможното“, 2022 (второ, преработено издание на "Метеор 2010-2019")
- „Метеор 2010-2019“, 2020
- „Театър и истина“, 2020
- „Метеор. Избрани театрални текстове“, съавтор, 2018
- „Що е то съвременен танц“, 2017

### Преводи
- „Наръчник на хореографа“ от Джонатан Бъроуз, изд. Метеор, 2017

- „Източни митологии“ от Джоузеф Кембъл, изд. Рива, 2004

### Постановки
- „Атлантида“, 2022
- „Дарума“, 2021
- Ех corpore, 2021
- „Един ден, в който има всичко“, 2020
- „Хиджиката и неговият двойник“, 2019
- „Хофман“, 2019
- „Пиеса за нас“, 2018
- „Пътуване към Ада“, 2017
- „Убиецът и блудницата“, по „Престъпление и наказание“ от Достоевски, 2017
- „Лъвкрафт“, 2016
- „Тотална щета“, 2016
- „Малдорор“ по Лотреамон, 2015
- „Червената планета“ от Георги Тенев, 2015
- „Пиеса за теб“, 2014
- „Фаетон: Изверги“, 2013
- „Всичкоядецът“ от Мирослав Христов, 2012
- „Франкенщайн“, 2012
- „Синята стая“ от Дейвид Хелър, 2010
- „Пиеса за умиране“, 2010
- „С“, 2010
- „Окото“, 2010
- „Свидригайлов“, 2008
- „Присъствия“, 2008

### Визуални изкуства
- „На архипелага на метеорите“, в съавторство с Георги Шаров, в рамките на Нощ на музеите, Пловдив, 2015
- „Горгони в депото или Апокалипсис“ сега в СГХГ (линк към статията), курирана съвместно с Боряна Росса и Моника Вакарелова, част от програмата „Другото око“ на Мария Василева, 2013
- „Вътре-вън“, част от изложбата „Любов“, галерия „Райко Алексиев“, 2012
- „Светът на С“, съвместно с Боян Манчев, част от изложбата „Реакции“, галерия „Васка Емануилова“, 2012
- „20 години THE FRIDGE“ и инсталация Power Fridge Points, съвместно с Наталия Тодорова и Ивана Ненчева, the fridge, 2011.
- „Power Fridge Points“, заедно с Наталия Тодрова и Ивана Ненчева, Tanzquartier Wien, април 2011 (инсталацията е показана и в рамките на Sofia Underground, СГХГ, 2011)
- „Войната на малки момиченца“, съвместен проект с фотографа Иван Дончев и Боян Манчев, галерия „Васка Емануилова“, 2010. (Инсталацията е показвана и в СГХГ и Градска Художествена Галерия Варна)
- „Малки момиченца“, част I, Един зимен ден”, съвместен проект с фотографа Иван Дончев и философа Боян Манчев, галерия „Васка Емануилова“, София, май 2009